# Bogutovac
Bogutovac (en serbe cyrillique : Богутовац) est un village de Serbie situé sur le territoire de la ville de Kraljevo, district de Raška. Au recensement de 2011, il comptait 443 habitants.
Ce village, qui possède une source d'eau minérale, est également connu sous le nom de Bogutovačka Banja.

## Démographie

### Évolution historique de la population
| 1948 | 1953  | 1961  | 1971  | 1981 | 1991 | 2002 | 2011 |
| ---- | ----- | ----- | ----- | ---- | ---- | ---- | ---- |
| 975  | 1 084 | 1 159 | 1 006 | 891  | 687  | 547  | 443  |

|  |